# La Reine Margot (film, 1914)
Pour les articles homonymes, voir La Reine Margot (homonymie).
Pour plus de détails, voir Fiche technique et Distribution.
La Reine Margot est un film muet français réalisé par Henri Desfontaines, sorti en 1914.

## Synopsis
Voulu par Catherine de Médicis, sa mère et éminence grise de la Cour, le mariage de raison de Marguerite de Valois et d'Henri de Navarre, tourne au désastre. Non seulement les époux sont mal accordés mais, bien plus grave encore, l'apaisement souhaité entre catholiques et huguenots ne se concrétise pas, bien au contraire, puisque l'union aboutit à l'effrayant massacre de la Saint-Barthélemy du 24 août 1572. Toutefois, si Marguerite et Henri ont des aventures chacun de leur côté, la jeune femme n'en reste pas moins fidèle à son mari, nouant avec lui une alliance politique et sauvant tout simplement la vie de celui qui deviendra le roi Henri IV ...

## Fiche technique
- Titre : La Reine Margot
- Réalisateur : Henri Desfontaines
- Scénario : Paul Garbagni, d'après le roman homonyme d'Alexandre Dumas (1844-1845)
- Photographie :
- Montage :
- Producteur :
- Société de production : Société cinématographique des auteurs et gens de lettres (SCAGL)
- Société de distribution :  Pathé Frères
- Pays de production :  France
- Format : Noir et blanc et Pathécolor - Film muet - 35 mm sphérique (positif et négatif) - 1,33:1
- Métrage : 2 060 m
- Genre : Film dramatique, film historique en 6 parties et 102 tableaux
- Durée : 68 minutes 40
- Dates de sortie : 
  - France : décembre 1914 (Paris),
  - États-Unis : décembre 1914 (première partie)
  - États-Unis : janvier 1915 (deuxième partie)

Source : IMDb

## Distribution
Source : Cinéma-français.fr et Filmographie Pathé
- Léontine Massart : Marguerite de Valois, alias Marguerite de France, dite la reine Margot, fille d'Henri II et de Catherine de Médicis, mariée de force à Henri de Navarre pour des raisons politiques
- Pierre Magnier : de Mouy
- Rolla Norman : François de France (1555-1584), duc d'Alençon, le dernier fils de Catherine, à la tête du parti des Malcontents
- Henri Desfontaines : Charles IX de France, le jeune roi, frère de Margot
- Paul Numa : Henri de Navarre
- Jeanne Grumbach : Catherine de Médicis, la mère de Charles IX et de Margot
- Marcelle Schmitt : Henriette de Nevers, amie de Margot
- Romuald Joubé : le comte Joseph Boniface de La Môle, un conjuré, amant de Margot
- Paul Cervières : Annibal de Coconas, un conjuré
- Claude Bénédict